# Martinskirche (Kaiserslautern)
Die Martinskirche ist eine ehemalige Franziskanerkirche und heutige katholische Pfarrkirche in der Innenstadt von Kaiserslautern. Der Bau hat eine sehr wechselhafte Geschichte.
Die Pfarrkirche St. Martin am St.-Martins-Platz prägt in ihrer klaren Architektur das Stadtbild. Der schlichte Sandsteinquaderbau, der in den Verlauf der Klosterstraße eingebunden ist, entspricht in einem sehr einfach gehaltenen gotischen Stil der franziskanischen Baukonzeption. Er hat daher auch keinen Turm, sondern trägt auf seinem Walmdach nur einen Dachreiter.

## Geschichte
Im Jahre 1284 erfolgte die Genehmigung für den Bau des Klosters St. Martin des 1210 gegründeten Franziskanerordens in Kaiserslautern durch König Rudolf von Habsburg. Etwa zehn Jahre später wurde sie um ein Gotteshaus im gotischen Stil nach Art der Bettelordenskirchen erweitert, die heutige Martinskirche. Auf dem Gelände war, bedingt auch durch den Verlauf der lauter und den angrenzenden Stadtwoog (heutiger Stiftsplatz), nur wenig Platz für eine Kirche. Darum hat die Kirche nur ein Seitenschiff. Der etwas abgeknickte Chorraum ist dadurch begründet, dass die Hauptverkehrsstraße von Osten durch das angrenzende Gautor führte und diese Straße nicht verengt werden durfte. Im 15. Jahrhundert wurden im Nordosten der Kirche mehrere Seitenkapellen angebaut.
Nach der Auflösung des Klosters 1538 wurde die Kirche profaniert. Die Stadt erhielt die Verfügungsrechte über die Gebäude. In der Reformation, die 1554–1556 in Kaiserslautern eingeführt wurde, trat die Stadt zum Calvinismus über. 1634 wurde nach dem Sieg der kaiserlichen Truppen wieder ein Franziskanerkonvent eingerichtet. 1628 trat die Stadt zum Katholizismus über. 1629 baute man das Treppentürmchen an der Ostseite. 1652 wurde das Kloster erneut aufgehoben, danach machte man die Kirche zum städtischen Zeughaus. Dazu wurde – wie man noch heute anhand der zugemauerten Fenster und Türen an der Front zur Klosterstraße erkennt – das Langhaus in zwei Stockwerke geteilt und die Chorfenster im unteren Teil zugemauert. Nach 1666 diente die Kirche dem Herzog von Simmern als Reithalle.
1688 gaben die französischen Besatzungstruppen die Kirche an die Franziskaner zurück. Ab 1706 wurde die Kirche modernisiert, sie erhielt einen barocken Dachreiter und eine Stuckdecke. In dieser Zeit wurden alle Kirchengebäude der Stadt neu verteilt und die benachbarte Stiftskirche an die Reformierten übertragen. Das Patrozinium des heiligen Martin lag zuvor bei der Stiftskirche und wurde 1802 offiziell auf die Martinskirche übertragen.
Seit 1803 ist die Martinskirche katholische Pfarrkirche. Zwischen 1825 und 1845 gab es immer wieder Berichte über Schäden durch Risse. Das Gewölbe begann sich von den Außenmauern zu lösen. Als Ursache wurde der unsachgemäße Abriss der Klostergebäude ausgemacht, außerdem war der Dachreiter zu schwer. Damals wurden Zugstangen im Chorraum eingefügt. 1856 musste der bei einem Brand zerstörte Dachreiter ersetzt werden. 1936 wurde die Kirche umfassend saniert. 1967 wurde das Dach neu gedeckt und der Dachreiter standfester eingefügt. Als die statischen Probleme in den kommenden Jahren jedoch immer größer wurden und sich die Mauern um bis zu 24 cm verschoben, mussten die gesamten Fundamente, die sich im Lauf der Jahrhunderte gesenkt hatten, in den 70er Jahren abschnittsweise erneuert werden. Das Mauerwerk wurde durch Zementleim, der über dünne Schläuche eingepresst wurde, stabilisiert.

## Ausstattung

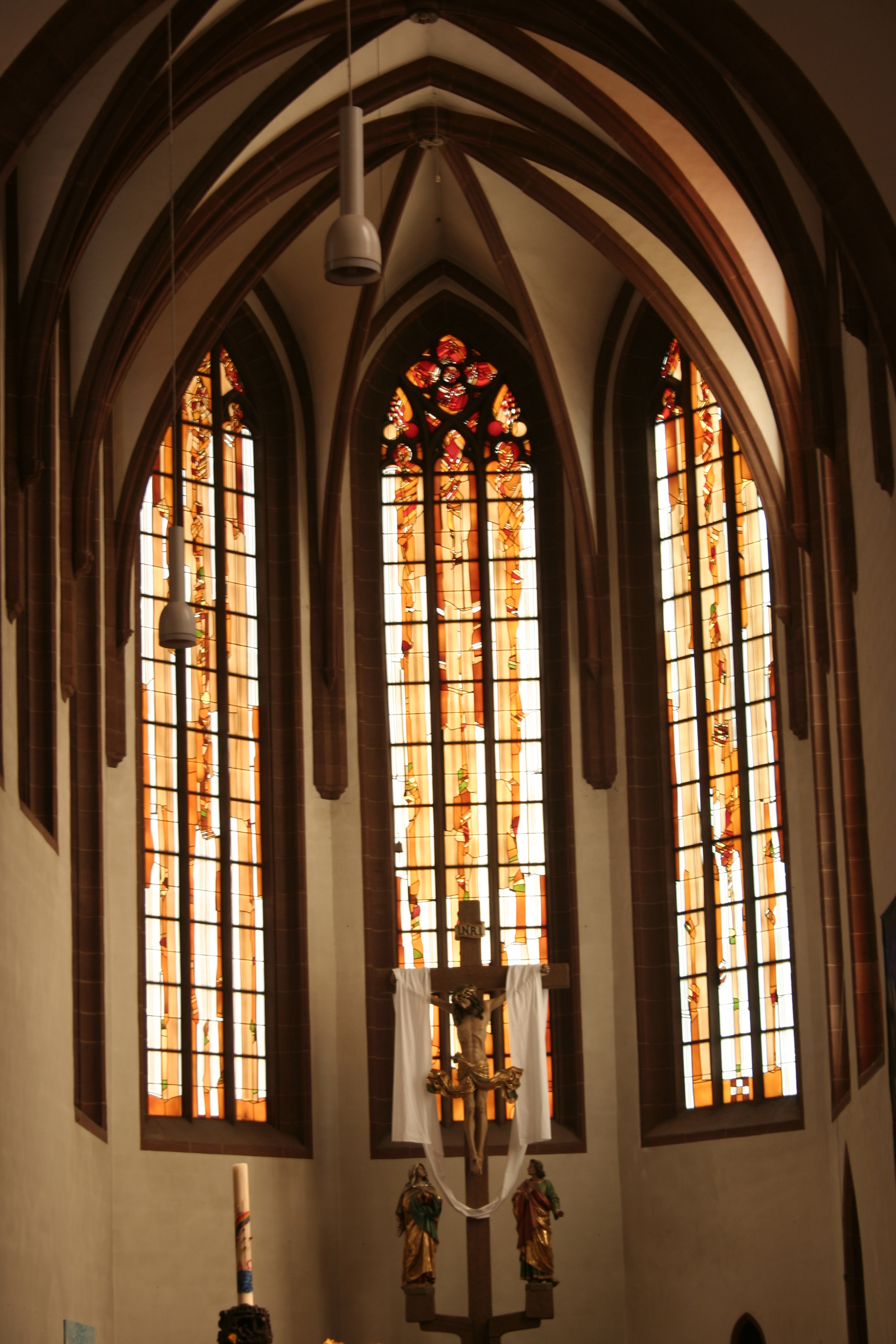
Chorraum mit gotischer Kreuzigungsgruppe und Glasmalerei von Alois Plum

Die Kirche ist eine zweischiffige Hallenkirche mit überhöhtem Hauptschiff, an das sich nördlich ein schmales, durch spitzbogige Scheidbögen abgetrenntes Seitenschiff anschließt. Die hohen Spitzbogenfenster sind mit einfachem Maßwerk geschmückt. Das Langhaus hat eine barocke Stuckdecke. Der Chor mit 5/8-Schluss schließt mit einem Kreuzrippengewölbe. Der Schlussstein trägt ein Relief des siegreichen Osterlamms.
Die Achse des Chors weicht auffällig von der Achse des Langhauses ab. Man könnte dies als Anspielung auf die Passionsgeschichte deuten (vgl. Johannes 19, 30: „… er neigte das Haupt und verschied“), wahrscheinlich war hier aber auf örtliche Gegebenheiten Rücksicht zu nehmen. Die Kirche verlief nämlich unmittelbar an der Stadtmauer. An der Nordseite des Chors sind Spuren eines ehemaligen Kapellenanbaus zu sehen, zwischen Langhaus und Chor befindet sich ein runder Treppenturm. An der Südseite sind noch Spuren des Kreuzgangs der ehemaligen Klosteranlage zu erkennen, von der nur ein tonnengewölbter Keller erhalten ist.
Die originale Inneneinrichtung ist verloren gegangen. Die Kirche zeigt sich heute innen recht schlicht. Bemerkenswert sind das Taufbecken (Sandstein, 1516), die barocke Stuckdecke (Vanitassymbole, Darstellungen des Jüngsten Gerichts und der Hl. Dreifaltigkeit) sowie eine monumentale Kreuzigungsgruppe und die Kreuzwegstationen (beide 19. Jahrhundert). Die figürlichen Glasfenster stammen aus dem frühen 20. Jahrhundert.
1879 wurde an der Westseite eine halbhohe Empore gebaut, auf der 1906 die Orgel der Firma Walcker untergebracht wurde, wodurch jedoch das Westfenster im Seitenschiff vollständig verdeckt und die Kirche sehr dunkel wurde.
1936 erfolgte eine Renovierung, bei der eine dunkelbraune Holzvertäfelung bis auf Augenhöhe eingebaut wurde, um Schäden am Putz zu verdecken. Der Aufbau des Hochaltars wurde damals teilweise entfernt und ein buntes Martinsfenster über dem Hochaltar eingebaut. Es wurde von  Caspar aus München gefertigt.
Dieses Fenster musste 1978 in das erste Fenster des Seitenschiffs umgesetzt werden, weil die Chorfenster bei der Renovierung auf ihre ursprüngliche Länge vergrößert wurden, damit die gotischen Proportionen, die im 16. Jahrhundert durch die Nutzung als Zeughaus verloren gingen, wiederhergestellt wurden.
Bei dieser Renovierung wurde auch die den Raum erdrückende Orgelempore entfernt und die neu gefasste Orgel in die Nordostecke des Seitenschiffs verlagert. Die Stuckdecke wurde behutsam restauriert und eine neue Altarinsel am Schnittpunkt von Chor und Hauptschiff eingerichtet. Der Chorraum dient seitdem als Werktagskirche und hat einen eigenen Zugang über die Sakristei.
Die Kreuzesgruppe aus dem früheren Hochaltar und der gotische Taufstein wurden im Chorraum belassen. Die Figuren des Hl. Martin und des Hl. Norbert vom alten Hochaltar wurden in das Seitenschiff übertragen.
Bildhauer Josef Henger aus Regensburg gestaltete Tabernakel, Ambo und Altar aus hellem Sandstein und Bronze.

### Kirchenfenster
Hauptfenster Westfassade
Dieses Fenster ist eine Neuschöpfung des Glasbildners Alois Plum aus Mainz. Die rote Farbe des oberen Feldes tritt beherrschend in den Vordergrund. Sie symbolisiert die sieben Feuerzungen des Heiligen Geistes. Das „Feuer“ des Geistes dringt ein in die Welt des Irdischen, symbolisiert in der Brauntönung. Als Träger dieses Geistes soll der Christ das Gotteshaus gestärkt verlassen und seine Sendung wahrnehmen in der Umgestaltung dieser Welt.
Seitenfenster Westfassade
Vom Glasbildner Alois Plum wurde hier ein figürliches Martinsfenster geschaffen. Dargestellt werden vier Episoden aus dem Leben des Heiligen: 1. St. Martin fällt den heiligen Baum, die Föhre; 2. Die Auseinandersetzung mit den Arianern; 3. Das Gastmahl in Trier; 4. Der Tod des St. Martin.
Marienfenster
Das Marienfenster in der Ostwand des Seitenschiffs stammt von einem unbekannten Künstler des 19. Jahrhunderts und wurde zwischen 1976 und 1978 restauriert. Es zeigt in dezenten Farben die Szene der Verkündigung: Der Erzengel Gabriel grüßt Maria.
Martinsfenster
Im Jahr 1936 wurde das Fenster nach einem Entwurf von Caspar, München, von der Mayer’schen Hofkunstanstalt, München, gefertigt und befand sich ursprünglich über dem früheren Hochaltar im Mittelfenster des Chorraums. Es wurde 1978 in das erste Seitenfenster des Chorraums umgesetzt. Das künstlerisch wertvolle Fenster ist eine Stiftung des Speyerer Bischofs Ludwig Sebastian, der am 15. August 1937 in der Martinskirche sein goldenes Priesterjubiläum feierte. Am 10. August 1887 hatte er in der Martinskirche seine Primiz, seine erste Hl. Messe, gefeiert. Darum zeigt der untere Teil des Fensters das Wappen des Bistums Speyer und die Bischofsinsignien.
Chorfenster
Mit den Bauarbeiten an der Neugestaltung des Chorraumes 1978 wurden die mittleren Chorfenster wieder auf die ursprüngliche Höhe nach unten verlängert und vom Glasmaler Alois Plum neu gestaltet.

### Standbilder
Statue des Hl. Josef
Die Statue des Hl. Josef mit dem Jesusknaben befindet sich neben dem Hauptportal. Die geschnitzte Statue ist ein Werk des Holzbildhauers Renn und wurde im Jahr 1836 in Speyer gefertigt.
Statue des Hl. Martin
Die Statue zeigt den Heiligen Martin als Bischof mit Stab und Mitra, zu seinen Füßen eine Gans, die an eine mit seiner Bischofswerdung verknüpfte Legende erinnert. Die Statue stammt aus dem im Jahr 1877 aufgestellten Hochaltar und wurde bei der Kirchenrenovierung 1978 an dieser Stelle platziert.
Statue des Hl. Norbert von Xanten
Die Statue zeigt den Gründer des Prämonstratenserordens. In der Umgebung der Martinskirche befinden sich die Stiftskirche Kaiserslautern und die Klosterkirche Enkenbach, die beide vom Orden der Prämonstratenser gebaut wurden. Auch diese Statue stammt aus dem ehemaligen, 1877 in der Martinskirche errichteten Hochaltar.
Marienstatue
Das Marienstandbild ist eine Kopie nach einem Originalgipsabdruck des Bildhauers Tilman Riemenschneider aus dem städtischen Museum in Würzburg und wurde 1926 aus Lindenholz in der Holzbildhauerabteilung der Meisterschule für Handwerker in Kaiserslautern geschnitzt. Sie wurde vom Marienverein der Pfarrei für die Martinskirche erworben.
Heiliges Grab
Das heilige Grab an der Südwand des Chorraums ist eine Schnitzarbeit der Gebrüder Sprenger, Bildhauer aus München, aus dem Jahr 1877. Es wurde gestiftet von einer Frau Schwarz und einer Familie Best.

### Taufstein
Der spätgotische Taufstein wurde laut seiner Inschrift in römischen Zahlen im Jahr 1516 aus rotem Sandstein gefertigt. Er zeigt außerdem die Symbole der Evangelisten Matthäus und Lukas. Im Rahmen der Innenrestauration der Kirche 1869 bis 1880 wurde 1880 ein neuer Taufstein gekauft und der alte im Pfarrgarten aufgestellt, wo er als Blumenbehälter diente. 1970 wurde der alte Taufstein wieder in die Kirche geholt und am Platz der heutigen Orgel aufgestellt. Nach der Kirchenrenovierung 1976–1978 fand er seinen heutigen Platz im hinteren Bereich des Chorraums. Der 1880 erworbene Taufstein steht seit 1970 im Pfarrgarten.

## Orgel

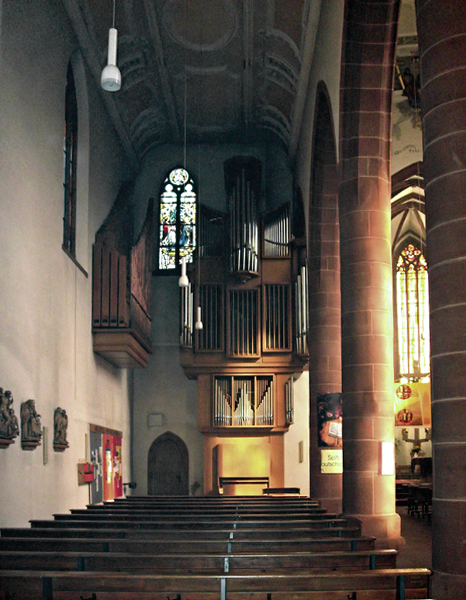
Seitenschiff mit Orgel und Verkündigungsfenster

Die Orgel wurde 1978–1979 von der Orgelbaufirma Paul Zimnol (Kaiserslautern) nach einem Dispositionsentwurf von Ludwig Doerr (Freiburg) erbaut. Das Instrument hat 42 Register (3026 Pfeifen) auf drei Manualen und Pedal. 27 Register stammen aus dem Vorgängerinstrument aus dem Jahr 1906, das von der Orgelbaufirma Walcker (Ludwigsburg) erbaut worden war. Die Spieltrakturen sind mechanisch, die Registertrakturen elektrisch.
| I Hauptwerk C– |                    |       |   |
| 1.             | Prinzipal          | 8′    |   |
| 2.             | Holzflöte          | 8′    | W |
| 3.             | Gamba              | 8′    | W |
| 4.             | Gedackt            | 8′    | W |
| 5.             | Oktave             | 4′    | W |
| 6.             | Rohrflöte          | 4′    | W |
| 7.             | Quinte             | 2 ⁄3′ | W |
| 8.             | Oktave             | 2′    | W |
| 9.             | Cornett V          | 8′    | W |
| 10.            | Mixtur maj. IV-V   | 2′    |   |
| 11.            | Mixtur min. II-III | 1′    |   |
| 12.            | Fagott             | 16′   |   |
| 13.            | Trompete           | 8′    |   |
| 14.            | Clairon            | 4′    |   |

| II Schwellwerk C– |                  |        |   |
| 15.               | Bourdon          | 16′    | W |
| 16.               | Soloflöte        | 8′     | W |
| 17.               | Violine          | 8′     | W |
| 18.               | Vox coelestis II | 8′     | W |
| 19.               | Gedackt          | 8′     | W |
| 20.               | Fugara           | 4′     | W |
| 21.               | Blockflöte       | 4′     | W |
| 22.               | Nasat            | 2 ⁄3′  |   |
| 23.               | Prinzipal        | 2′     |   |
| 24.               | Terz             | 1 3⁄5′ |   |
| 25.               | Scharf IV        | 1′     | W |
| 26.               | Oboe             | 8′     | W |
|                   | Tremulant        |        |   |

| III Positiv C– |              |       |   |
| 27.            | Gedacktflöte | 8′    | W |
| 28.            | Prinzipal    | 4′    |   |
| 29.            | Traversflöte | 4′    | W |
| 30.            | Flautino     | 2′    | W |
| 31.            | Spitzquinte  | 1 ⁄3′ |   |
| 32.            | Sifflöte     | 1′    | W |
| 33.            | Zimbel III   | 1⁄2′  |   |
| 34.            | Vox humana   | 8′    |   |
|                | Tremulant    |       |   |

| Pedalwerk C– |               |       |   |
| 35.          | Prinzipalbass | 16′   | W |
| 36.          | Subbass       | 16′   | W |
| 37.          | Oktavbass     | 8′    |   |
| 38.          | Bassgedackt   | 8′    | W |
| 39.          | Choralbass    | 4′    | W |
| 40.          | Mixtur IV     | 2 ⁄3′ | W |
| 41.          | Posaune       | 16′   |   |
| 42.          | Trompete      | 8′    | W |

- Koppeln: II/I, III/I, III/II, I/P, II/P, III/P; II/I jeweils als Sub- und als Superoktavkoppel
- Nebenregister: Glockenspiele im Hauptwerk (G-g1) und im Schwellwerk (g0-g2)
- Spielhilfen: Tutti, 16-fache Setzeranlage, Registercrescendo

W = Register aus der Vorgängerorgel von Walcker, 1906

## Umgebung
- Im Pfarrgarten befinden sich noch Grabsteine (16. bis 18. Jahrhundert) des ehemaligen, westlich der Kirche gelegenen Friedhofs
- Vor der Westfassade steht ein lebensgroßes Standbild des Hl. Nepomuk, das ursprünglich auf der ehemaligen Lauterbrücke aufgestellt war und am 9. September 1743 hier aufgestellt wurde.[11]

## Sonstiges

### Patrozinium
Über das Alter des Martinus-Patroziniums in Kaiserslautern besteht in der Forschung keine einheitliche Meinung. Nach Heinz Friedel gab es in Kaiserslautern seit dem 9. Jahrhundert eine dem Hl. Martin geweihte Steinkirche. Für diese mündliche Tradition kann er allerdings keine Belege anführen. Pfarrer Scheller sieht im Doppelpatrozinium der Stiftskirche, bei dem im Wormser Synodale von 1496 der Hl. Martin vor Maria genannt wird, sowie in der Martinstradition der fränkischen Herrscher und ihrer Königshöfe einen hinreichenden Grund für die Annahme der Existenz eines älteren dem Hl. Martin geweihten Gotteshauses. Diese Ansicht vertritt auch Martin Dolch. Würdtwein schreibt in seinem Monasticon Wormatiense, die Franziskanerkirche sei von Anfang an dem Hl. Martin geweiht worden. Jürgen Keddigkeit u. a. sehen weder in der mündlichen Tradition noch im urkundlich erst spät belegten Doppelpatrozinium der Stiftskirche einen ausreichenden Beleg für die Annahme der Existenz eines frühmittelalterlichen Martinspatroziniums in Kaiserslautern.
Nach Sehi erhielt die ehemalige Klosterkirche den Namen Martinskirche erst im Jahr 1803 mit ihrer Erhebung zur katholischen Pfarrkirche erster Klasse. Auch Friedel vermutet: „Der heutige Name Martinskirche stammt übrigens wohl erst aus der napoleonischen Zeit.“ Tatsache ist, dass das Martinspatrozinium von der Stiftskirche, die im Jahr 1565 evangelische Pfarrkirche wurde, auf die Franziskanerkirche überging. Der genaue Zeitpunkt dieses Übergangs lässt sich allerdings nicht mehr feststellen.

### Altarreliquien
Der Altar der Martinskirche enthält Reliquien der Martyrerinnen Proba und Charis. Die Reliquie der Hl. Proba befand sich ursprünglich im 1877 geweihten Hochaltar. Am Tag der Altarweihe des neuen Altares, am 3. September 1978, wurde sie von Bischof Friedrich Wetter mit der Reliquie der Hl. Charis in den Altar eingesetzt.

### Glocken
Das dreistimmige Geläut goss Meister Hermann Hamm (Frankenthal) 1954. Zu fast allen Messen und Hochämtern wird das volle Geläut eingesetzt.
| Nr. | Name         | Ton | Gussjahr | Gießerei                  | Gewicht (kg) |
| 1   | Christ-König | f1  | 1954     | Hermann Hamm, Frankenthal | 719          |
| 2   | St. Martin   | as1 | 1954     | Hermann Hamm, Frankenthal | 416          |
| 3   | St. Maria    | c2  | 1954     | Hermann Hamm, Frankenthal | 204          |

### Pfarrer
- 1803–1815: Johann Baptist Bellos
- 1815–1821: Joseph Sales Miltenberger
- 1822–1837: Martin Foliot
- 1838–1854: Matthias Ehmannt
- 1854–1866: Karl Holderied
- 1866–1880: Joseph Dahl
- 1880–1897: Heinrich Lorenz
- 1898–1909: Joseph Schwind
- 1909–1916: Philipp Albert Klein
- 1916–1934: Wilhelm Hafen
- 1934–1949: Alfred Philipp Scheller
- 1940–1942: Ludwig Biehl
- 1942–1969: Franz Binhold
- 1969–1975: Hermann Joseph Wey
- 1975–2010: Norbert Kaiser
- 2010–0000 Andreas Keller[21]

### Pfarrhaus
Das alte Pfarrhaus von St. Martin wurde unter der Leitung von Paul Camille Denis um 1820 errichtet.

## Trivia
Im Oktober 1948 heiratete der spätere Fußballweltmeister Fritz Walter in der Kirche die Italienerin Italia Bortoluzzi.